# Gordon Coppuck
Gordon Coppuck (Fleet, 8 dicembre 1936) è un ingegnere britannico, ex progettista della McLaren e co-fondatore della Spirit Racing.

## Biografia
Dopo avere frequentato la Queen Mary's School for Boys, Coppuck si laureò in ingegneria aeronautica e all'inizio degli anni '60 iniziò a lavorare presso la National Gas Turbine Establishment di Farnborough.
Nel 1965 Robin Herd, suo ex collega alla NGTE, portò Coppuck in McLaren. Coppuck iniziò a lavorare come assistente di Herd sulle vetture CanAm di fine anni '60 e sulle vetture da Formula 1. Dopo che Herd lasciò la McLaren nel 1968 Coppuck lavorò alla progettazione di varie vetture di Formula 5000, CanAm e USAC Championship Car. Nel 1971, dopo che Jo Marquart lasciò la McLaren, Coppuck divenne capo progettista delle vetture dei campionati americani, tra cui la McLaren M16. Per la stagione 1973 venne nominato capo progettista per la Formula 1 e sviluppò la McLaren M23, che adottava alcune soluzioni adottate sulla M16 e che portò alla McLaren il mondiale costruttori nel 1974 oltre che due titoli piloti nel 1974 e 1976. Le vetture successive, ovvero la M26, la M28, la M29 e la M30, non riuscirono a ripetere le prestazioni della M23.
Quando nel 1980 la McLaren venne acquistata da Ron Dennis e fusa con la sua Project Four Coppuck si trasferì alla March Engineering, dove ritrovò Herd e dove sviluppò un prototipo per l'IMSA e lavorò per la RAM.
Nel 1981 fondò la scuderia Spirit con il team manager di Formula 2 della March John Wickham. Dopo avere disputato alcune stagioni in Formula 2 e in Formula 1 la Spirit fallì e Coppuck tornò alla March, dove sviluppò le vetture di Formula 3000 fino al 1987. Dopo la seconda esperienza alla March si trasferì al programma CART della Porsche e a fine 1990 aprì la propria società di consulenza.